# Grúids
Les diferents grues, família dels grúids (Gruidae), són una sèrie de grans aus que viuen a tots els continents, a excepció d'Amèrica del Sud i l'Antàrtida. Amb llargues potes i coll, es diferencien en vol dels ardèids, en el fet que mantenen el coll recte, mentre aquests el porten replegat cap arrere.
La major part de les grues estan amenaçades, si no en perill crític. La crítica situació de la Grua cridanera americana va propiciar una de les primeres legislacions proteccionistes d'aus en perill d'extinció.

## Descripció
Amb una alçària de 90 - 180 cm i un pes entre 3 i 10 kg segons l'espècie. Plomatge blanc o gris, amb ornamentacions facials com ara carúncules o plomes vistoses. Potes llargues i bec recte. Cua llarga, de vegades escabellada.

## Alimentació
S'alimenten de manera oportunista, canviant la dieta segons la temporada i les necessitats de nutrients. Mengen una àmplia gamma de productes, des de rosegadors petits, peixos, amfibis i insectes, fins gra, baies i plantes.

## Reproducció
La majoria presenten una elaborada i sorollosa parada de festeig (el ball de les grues). Malgrat que el folklore afirma que les grues s'emparellen per a tota la vida, investigacions recents, demostren que canvien de company diverses vegades a la llarga de la vida (Hayes 2005), que pot durar algunes dècades.
Les grues fan el niu en plataformes en aigües poc profundes, on ponen normalment, dos ous. Els dos pares curen dels joves, que els segueixen fins a la següent temporada de cria.

## Hàbits
Són aus gregàries, formant grans esbarts allí on el nombre d'espècimens ho permet.
Algunes espècies i poblacions migren a grans distàncies, mentre que altres no migren en absolut.

## Taxonomia
Els membres de l'ordre dels gruïformes s'han classificat en dues subfamílies que contenen 7 gèneres amb 15 espècies:
- Subfamília Balearicinae (Brasil, 1913).
  - Gènere Balearica, amb dues espècies.
- Subfamília Gruinae (Vigors, 1825).
  - Gènere Anthropoides, amb dues espècies.
  - Gènere Bugeranus, amb una espècie: grua carunculada (Bugeranus carunculatus).
  - Gènere Antigone, amb 4 espècies.
  - Gènere Leucogeranus, amb una espècie: grua siberiana (Leucogeranus leucogeranus)
  - Gènere Grus, amb 5 espècies.

## Registre fòssil
El registre fòssil de les grues no és molt complet. Aparentment les diferents subfamílies ja estaven ben diferenciades en l'Eocè tardà (fa uns 35 milions d'anys). Els gèneres actuals tenen una antiguitat d'uns 20 milions d'anys. La biogeografia dels fòssils coneguts i els taxons vius, fan pensar que el grup té el seu origen en el Vell Món.